# Мемориальная мастерская А. В. Пантелеева
Мемориальная мастерская А. В. Пантелеева — мемориальный музей заслуженного художника РСФСР Александра Васильевича Пантелеева, филиал Вологодской областной картинной галереи.

## Общие сведения
Мастерская расположена в одноэтажном кирпичном особняке постройки конца XIX века, в котором А. В. Пантелеев работал с 1981 года. До этого здание принадлежало Вологодской типографии и использовалось как цех цинкографии.
Мастерская занимает две небольшие комнаты, обставленные антикварной мебелью. Кроме творческого наследия А. В. Пантелеева, в мастерской хранятся его книги, коллекция пластинок, предметы прикладного искусства, подарки художнику. Особый интерес представляет живописный инструментарий Александра Васильевича.

## Деятельнось музея

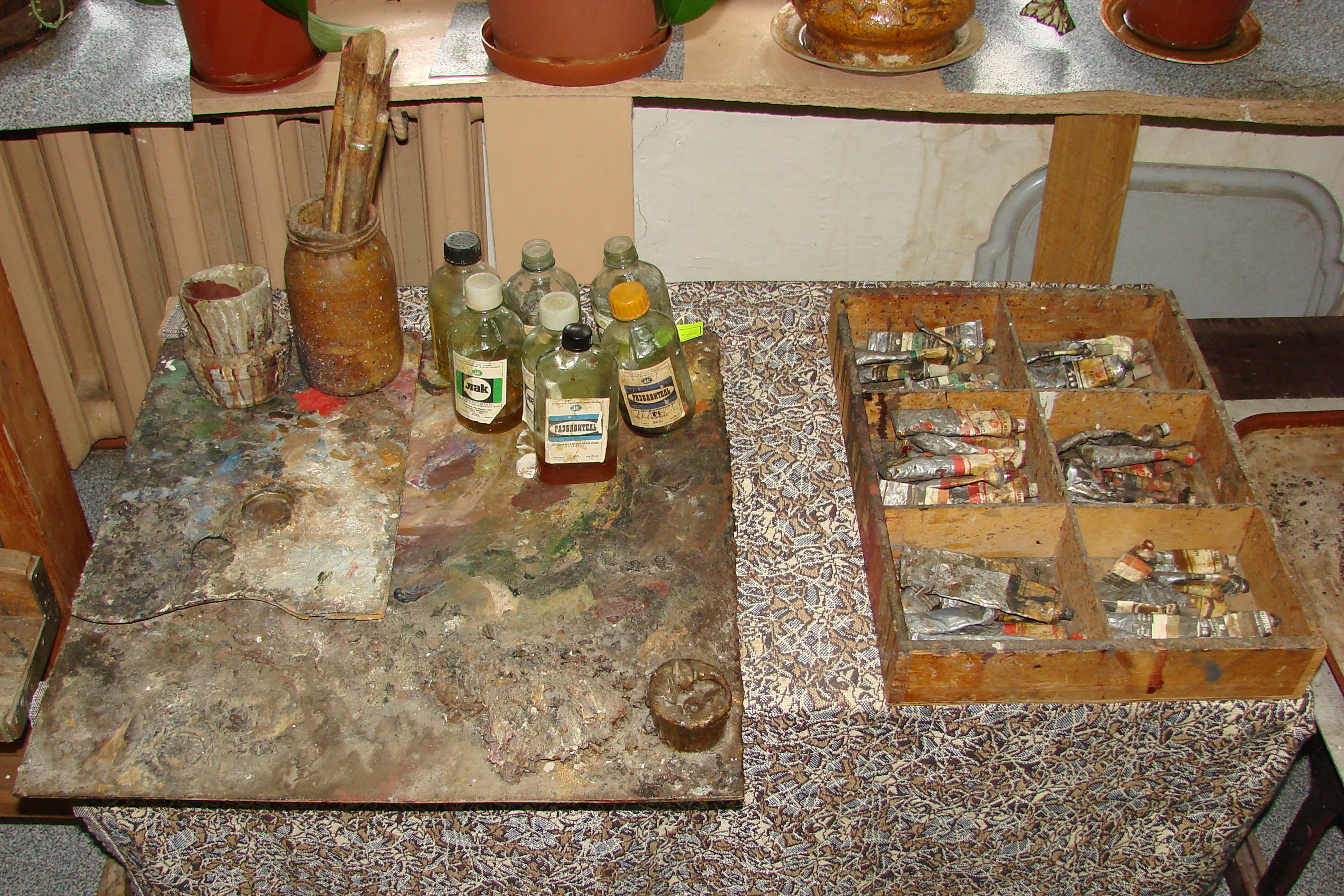

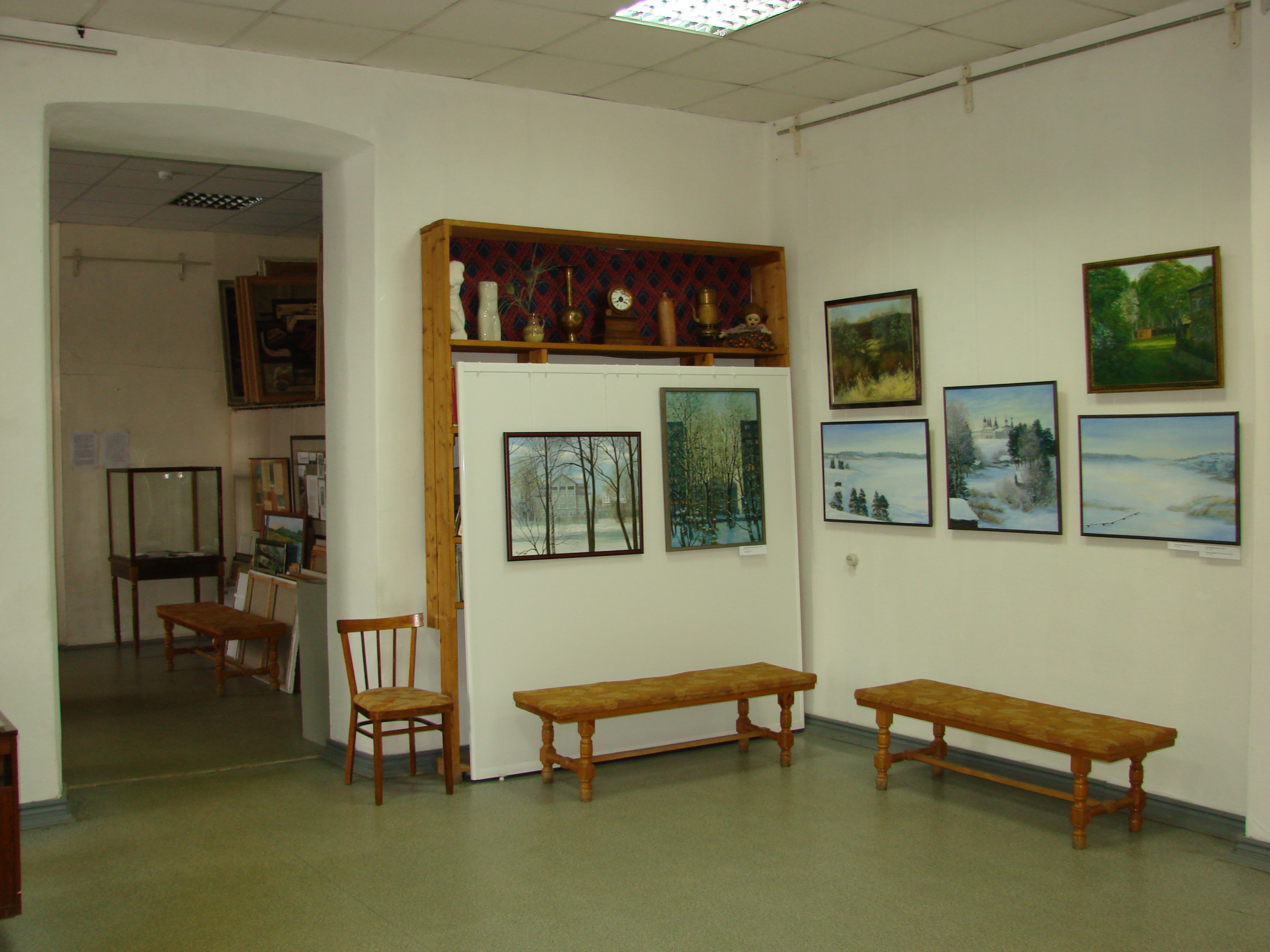

Торжественное открытие «Мемориальной мастерской А. В. Пантелеева» состоялось 7 апреля 1993 года. Этому событию предшествовала сложная работа сотрудников Вологодской картинной галереи, Вологодской организации Союза художников и Вологодского филиала Всероссийского реставрационного центра имени Грабаря.
В первые годы работы мемориальной мастерской проводились тематические выставки, раскрывающие особенности творчества художника:
- «Пикассо и Пантелеев»
- «Раннее творчество Пантелеева»
- «Пушкинский цикл»
- «Театр в творчестве и судьбе»
- «Духовные искания»
- «Италия в творчестве художников»
- «Экологическая тема в творчестве»
- «Мир в рисунке»
- «Французские тенденции»
- «В кругу друзей»
- «Архитектурные тенденции»

Кроме выставок, связанных с творчеством Александра Пантелеева, в музее проводятся выставки известных художников, вернисажи авторов, не получивших должного признания, художников из районов Вологодской области. Проводится ежегодная выставка молодых художников Вологды «ШИРЕ КРУГ».
Мастерская является местом встреч педагогов, ветеранов культуры и образования, городского и областного общества книголюбов, киноклуба Т. Н. Кануновой, литературного объединения «Ступени», клуба вологодских коллекционеров. Мастерскую посещают студенты, школьники, воспитанники детских садов.